# IKAROS
1. 0,5 kilogrammos súlyok a négyzet sarkaiban
2. Manőverező LCD-k
3. 7,5 mikron vastag fólia
4. 25 mikron vastag napelem
5. A kifeszítéshez használt kábelek
6. Az űrszonda fő teste
7. Tudományos műszerek

- 0,5 kilogrammos súlyok a négyzet sarkaiban
- Manőverező LCD-k
- 7,5 mikron vastag fólia
- 25 mikron vastag napelem
- A kifeszítéshez használt kábelek
- Az űrszonda fő teste
- Tudományos műszerek

Az IKAROS (Interplanetary Kite-craft Accelerated by Radiation Of the Sun, angolul A Nap sugárzása által felgyorsított bolygóközi sárkányrepülő) az első, a világűrt sikeresen elért napvitorlás, melyet Japánban, a JAXA megbízásából építettek, és 2010. május 21-én indítottak egy H–IIA hordozórakétával az Akacuki vénusz-szonda társaságában. Az IKAROS 2010. december 8-án 80 800 kilométerre elrepült a Vénusz mellett, végrehajtva elsődleges küldetését, majd heliocentrikus pályán tovább repült.
Az IKAROS célja a napvitorlások működéséhez szükséges négy fő technológia kipróbálása:
1. A nagy, vékony fóliából készült napvitorla kinyitása és működtetése
2. A napvitorlába épített napelemek kipróbálása, melyek a tudományos műszerek áramellátását biztosítják
3. A sugárnyomásból eredő gyorsulás mérése
4. Manőverezés a fényvisszaverő képességüket változtatni tudó LCD-panelek segítségével

## Külső hivatkozások
- Japanese solar sail successfully rides sunlight (2010-07-17)